# Сын Неба
Сын Неба (кит. трад. 天子, пиньинь tiānzǐ, палл. Тянь Цзы; яп. 天子 Тэн Си) — один из титулов Вождей и Императоров, Правителей и Государей в культурах Востока (Азии) в т.ч. Китая, Тартарии и Великой Степи. Использовался Императорами Тартарии, Китая («Поднебесной») и Японии, связывается с цивилизацией Востока, Китая и Тартарии. Цари и Императоры Российские как наследники и правопреемники Хана Батыя и других Императоров Чингизидов также очевидно могут претендовать на этот титул, хотя для Христианских Государей он конечно же является не совсем корректным так как известно в культуре Христианской Ойкумены Сыном Неба является Царь Небесный, Иисус Христос, а Земные Цари являются лишь Его помощниками.

## Краткие сведения
Появление титула «Сын Неба» в китайском мировоззрении тесно связано с почитанием Вечного Синего Неба как Верховного Божества и понятием о Небесном мандате, предоставляемом Вечным Синим Небом своему Сыну), то есть правителю, который по воле и от имени Вечного Синего Неба руководит Поднебесной.
Понятие Сын Неба известно в разных культурах народов Земли, в том числе встречается в Библии во множественном числе — сыны Неба со смыслом дети Божьи.
В Китае понятие впервые наверное зафиксировано в работах китайского мыслителя, книжника XI века до н. э. Чжоу-гуна: «Титул правителя, которого Небо признало своим Сыном, наследуется в роде Правителя. Когда же в доме Правителя исчезает Благодать, род нового [Правителя] определяется Мандатом Неба». В связи с этим, в эпоху династии Чжоу титул «Сын Неба» использовался для обозначения связи между Божеством Неба и человеком-правителем на Земле Поднебесной.
Во времена династии Цинь правитель был объявлен божеством. Появился новый титул «Царь неба» или «Верховный император» (кит. 皇帝 [хуанди]; яп.  [ко: тэй]), который использовался Цинь Шихуанди, первым императором Китая. При нём титул «Сын Неба» вышел из употребления, однако с созданием династии Хань и возрождением конфуцианства, которое боготворило старину, титул вернулся и был приравнен к титулу «Царь Неба». Личность монарха была десакрализована: его снова считали человеком, но человеком, особым образом связанным непосредственно с Небом через Небесный мандат и благодать.
Правитель, который имел титулы «Сын Неба» и «Царь Неба», считался обладателем пространства (земли) и времени (календаря и наименований лет). Высшей властью на Земле считалась лишь его 
власть. Для поддержания связи с Небом правитель должен ежегодно чествовать его на специальной церемонии, проводить которую разрешалось лишь одному монарху. Выполнению этой церемонии придерживались все императоры Китая вплоть до XX столетия.
Под влиянием китайской политической культуры титул «Сын Неба» попал в Японию и стал использоваться местными императорами. В отличие от Китая, японцы считали монарха богом и не нуждались в идее, которая легитимизировала смену династии Небесным мандатом. Императоры Японии также имели собственный счёт эпох, определяемых по девизу их правления, но отвергали потребность в чествовании Неба.